# Криппа, Массимо
Массимо Криппа (итал. Massimo Crippa; 17 мая 1965, Сереньо, Италия) — итальянский футболист, игравший на позиции полузащитника. Прежде всего известный по выступлениям за клубы «Наполи» и «Парма», а также национальную сборную Италии. Чемпион Италии. Обладатель Суперкубка Италии. Двукратный обладатель Кубка УЕФА.

## Клубная карьера
Воспитанник футбольной школы клуба «Меда». Взрослую футбольную карьеру начал в 1981 году в основной команде того же клуба, в которой провёл два сезона.
С 1983 по 1988 год играл в составе команд клубов «Саронно», «Сереньо», «Павия» и «Торино».
Своей игрой за последнюю команду привлёк внимание представителей тренерского штаба клуба «Наполи», к составу которого присоединился в 1988 году. Сыграл за неаполитанскую команду следующие пять сезонов своей игровой карьеры. Большую часть времени, проведённого в составе «Наполи», был основным игроком команды. За это время завоевал титул чемпиона Италии, становился обладателем Кубка УЕФА.
С 1993 года пять сезонов защищал цвета команды клуба «Парма». Тренерским штабом нового клуба также рассматривался как игрок «основы». За это время добавил в перечень своих трофеев ещё один титул обладателя Кубка УЕФА, а также звание обладателя Суперкубка УЕФА.
В течение 1998—2002 годов защищал цвета клубов «Торино» и «Канцезе».
Завершил профессиональную игровую карьеру в нижнелиговом клубе «Сереньо» из родного города, в составе которого уже выступал ранее. Пришёл в команду 2003 года, в том же году принял решение о завершении карьеры игрока.

## Выступления за сборные
В течение 1987—1988 годов привлекался в состав молодёжной сборной Италии. На молодёжном уровне сыграл в 7 официальных матчах.
В 1988 году дебютировал в официальных матчах в составе национальной сборной Италии. В течение карьеры в национальной команде, которая длилась 9 лет, провёл в форме главной команды страны 17 матчей и забил 1 гол.
В 1988 и 1996 годах защищал цвета олимпийской сборной Италии. В составе этой команды провёл 3 матча. В составе сборной был участником футбольного турнира на Олимпийских играх 1988 года в Сеуле и футбольного турнира на Олимпийских играх 1996 года в Атланте.

## Титулы и достижения
- Чемпион Италии (1): «Наполи»: 1989/90
- Обладатель Суперкубка Италии (1): «Наполи»: 1990
- Обладатель Кубка УЕФА (2): «Наполи»:  1988/89, «Парма»: 1994/95
- Обладатель Суперкубка УЕФА (1): «Парма»: 1993